# Anne Mouritsdatter Gyldenstierne
Anne Mouritsdatter Gyldenstierne (død 1545) var en dansk adelsfrue.
Hun var eneste barn af Mourits Nielsen Gyldenstierne, efter hvem hun arvede Ågård, Bregentved og Markie. Denne rige arv øgedes ved hendes ægteskaber, først med rigsråden Oluf Stigsen Krognos til Krapperup og Bollerup, Karsholm osv., der døde 1505 eller 1506, siden med rigsråd Predbjørn Clausen Podebusk til Vosborg, Kjørup og Bidstrup. 
Af første ægteskab havde hun 2 sønner og 3 døtre, af andet 1 datter, men da begge hendes mænd havde været gift før, blev der sammenbragt 4 forskellige kuld børn, og hun var således mor eller stedmor til en talstærk flok, der yderligere gennem ægteskab knyttedes til landets mest ansete slægter. 
Kun med sin ene svigersøn, Thyge Axelsen Brahe, hvis overdådige bryllup, med hendes steddatter af første ægteskab, hun selv i sin tid havde været med at arrangere, stod hun på dårlig fod, og de stred om arven efter Oluf Stigsen og hans første hustrus far. Skønt Predbjørn Podebusk først døde 1541 i den høje alder af over 80 år, overlevede hun ham og opholdt sig som enke hos sin søn Mourits Olufsen Krognos eller Olsen på Skjoldenæs, og her døde hun 1545. 